# 御崎公園

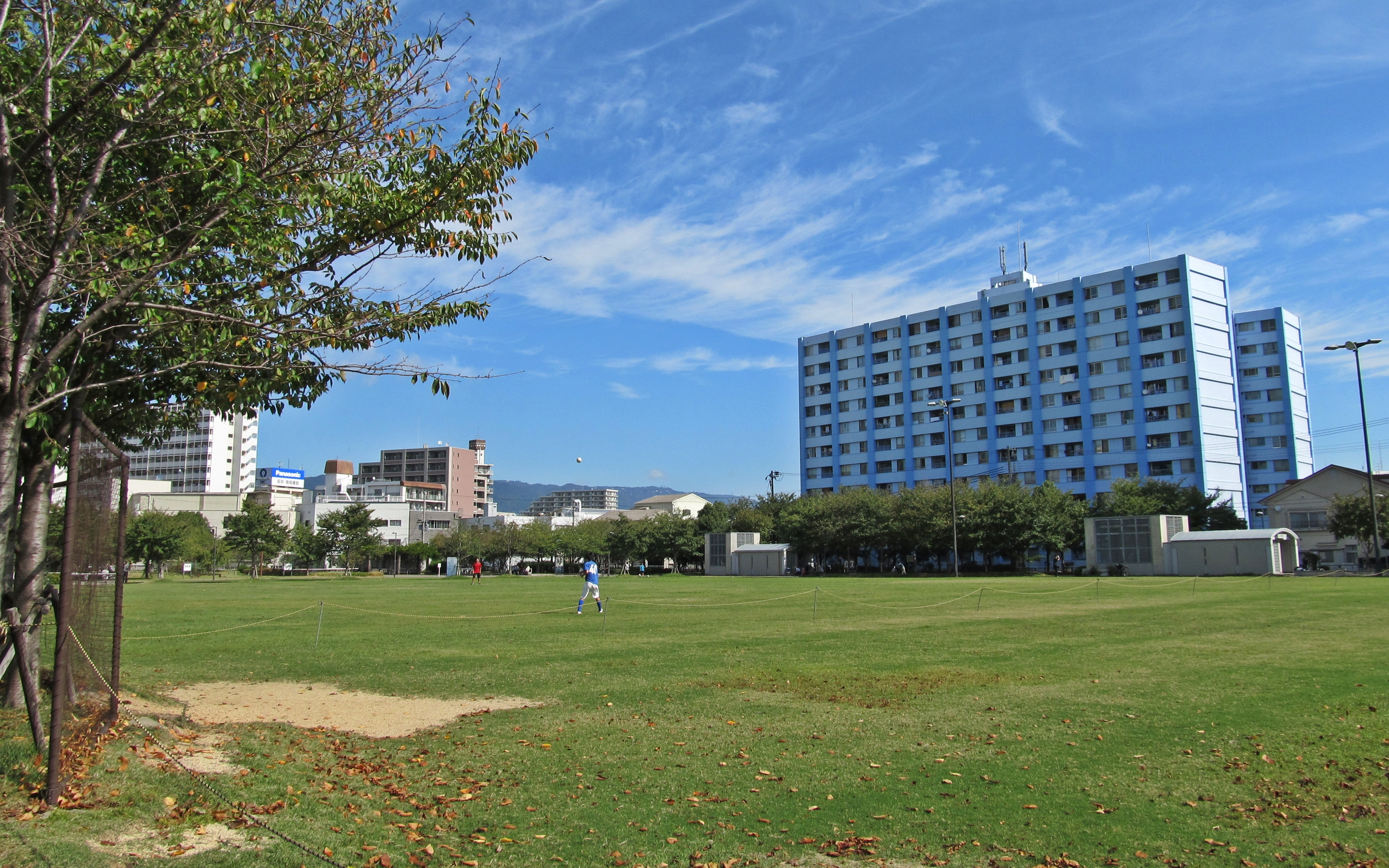
御崎公園芝生広場

御崎公園（みさきこうえん）は、兵庫県神戸市兵庫区御崎町1丁目にある公園。
1896年に操業を開始した鐘淵紡績兵庫工場の跡地で、同工場は1945年の神戸大空襲により全焼・閉鎖となった。同工場跡地を買い取った神戸市が1949年に神戸競輪場を開設したが1960年に廃止された。その後神戸レガッタアンドアスレチッククラブでのサッカー人気の影響をうけ、1970年に神戸市立中央球技場が開場。2001年に後身の御崎公園球技場（愛称：神戸ウイングスタジアム）が開場した。

## 歴史
- 1949年 - 神戸競輪場開設
- 1960年 - 神戸競輪場廃止
- 1970年 - 神戸市立中央球技場開場
- 1998年 - 神戸市立中央球技場閉鎖
- 2001年 - 御崎公園球技場開場

## アクセス
- 神戸市営地下鉄海岸線 御崎公園駅